# Dąbkowice Dolne
Dąbkowice Dolne – wieś w Polsce położona w województwie łódzkim, w powiecie łowickim, w gminie Łowicz.
Do 1953 roku istniała gmina Dąbkowice. W latach 1975–1998 miejscowość administracyjnie należała do województwa skierniewickiego.
We wsi znajduje się szkoła podstawowa im. Bohaterów Września oraz istniejąca od 1925 ochotnicza straż pożarna.